# Ideoblothrus floridensis
Espèce
Synonymes
- Pachychitra floridensis Muchmore, 1979

Ideoblothrus floridensis est une espèce de pseudoscorpions de la famille des Syarinidae.

## Distribution
Cette espèce est endémique de Floride aux États-Unis. Elle se rencontre sur Big Pine Key.

## Description
Ideoblothrus floridensis mesure de 1,6 à 1,78 mm.

## Systématique et taxinomie
Cette espèce a été décrite sous le protonyme Pachychitra floridensis par Muchmore en 1979. Elle est placée dans le genre Ideoblothrus par Muchmore en 1982.

## Étymologie
Son nom d'espèce, composé de florid[a] et du suffixe latin -ensis, « qui vit dans, qui habite », lui a été donné en référence au lieu de sa découverte, la Floride.

## Publication originale
- Muchmore, 1979 : Pseudoscorpions from Florida and the Caribbean area. 7. Floridian diplosphyronids. Florida Entomologist, vol. 62, p. 193-213 (texte intégral).